# Zvonimir Boban
Zvonimir Boban (Imotski, 8 oktober 1968) is een Kroatische voormalig voetballer.

## Clubcarrière
Boban begon zijn professionele carrière in het seizoen 1985-1986 bij Dinamo Zagreb waar hij reeds op 18-jarige leeftijd aanvoerder werd.
Toen AC Milan hem in 1991 had gekocht werd hij eerst een seizoen uitgeleend aan AS Bari. Na dit jaar speelde hij negen seizoenen voor Milan, met wie hij viermaal kampioen werd van Italië en in 1994 de Champions League won. In 2001 werd hij in zijn laatste jaar uitgeleend aan Celta de Vigo. Daar heeft hij maar een paar wedstrijden gespeeld voor hij in 2002 stopte.

## Interlandcarrière
In 1987 werd Boban wereldkampioen met Joegoslavië op het WK –20. In Chili wonnen de Joegoslaven na strafschoppen van West-Duitsland. Hij speelde destijds samen met onder anderen Predrag Mijatović, Davor Šuker, Robert Jarni, Robert Prosinečki en Siniša Mihajlović. Deze "gouden generatie" stond onder leiding van bondscoach Mirko Jozić.
Boban speelde een grote rol bij het succes (derde plaats) van Kroatië op het WK voetbal in 1998 in Frankrijk. Hij was daar, net als op het EK in 1996, aanvoerder van het Kroatisch nationaal elftal. In de troostfinale won de ploeg met 2-1 van Nederland door treffers van Robert Prosinečki en Davor Šuker.